# Kapela Ranjenog Isusa u Zagrebu
Kapela Ranjenog Isusa katolička je crkva smještena u samom središtu Zagreba, u Donjem gradu na adresi Ilica 1. Kapela je u neposrednoj blizini Trga bana Josipa Jelačića.

## Povijest
Nekada je bila sastavnim dijelom Zakladne bolnice koja se na istoj adresi nalazila i djelovala od 1804. do 1918. godine. Bolnicom je tada upravljao katolički bolnički red Milosrdna braća Svetog Ivana od Boga koje je u Zagreb pozvao biskup Maksimilijan Vrhovac, a posvetu bolnice i kapele 23. kolovoza 1804., opjevao je hrvatski književnik Tituš Brezovački, tadašnji prebendar crkve sv. Marka. Milosrdna braća odlaze iz Zagreba 1919., bolnica i kapela srušene su 1931. godine.
Nakon izgradnje novog bloka zgrada Gajeva-Bogovićeva-Petrićeva, kapela je smještena unutar nove zgrade. Novu kapelu 16. kolovoza 1936. godine posvetio je nadbiskup Alojzije Stepinac, a u lipnju 1945. godine predaje ju na upravu Redu propovjednika, dominikancima. Oni su njome upravljali do 2020. godine, kada je predana na upravljanje Prvostolnom kaptolu zagrebačkom.
U kapeli se nalazi kip Trpećega Isusa i dva vitraja Marijana Trepšea. Iza oltara nalazi se vitraj Golgota,  postavljen 1934. godine, a na suprotnom zidu smješten je vitraj Isus u Maslinskom vrtu, izrađen 1955. godine. U rujnu 1963. na koru kapele postavljene su orgulje s dva manuala ljubljanskog graditelja orgulja Franca Jenka.

## Galerija
- Pogled na kapelu s Ilice
- Ploča na ulazu
- Vitraj Golgota iz 1934.
- Pogled s ulaza

## Vanjske poveznice
Mrežna mjesta
- Fotografije Zakladne bolnice i kapele Ranjenog Isusa  Arhivirana inačica izvorne stranice od 13. prosinca 2021. (Wayback Machine), Zbirka Vladimira Horvata u fototeci Ministarstva kulture i medija RH